# Daniel Dunglas Home
Daniel Dunglas Home (n. 20 de marzo de 1833 en Currie, Escocia - 21 de junio de 1886 en París, Francia) fue un médium británico. Famoso por poseer, supuestamente, poderes tales como levitación o telekinesis.

## Biografía

### Primeros años
Sus supuestos poderes extrasensoriales (levitación, clarividencia y telekinesis, entre otros) habrían sido, en teoría, hereditarios. 
El tío Machenzie y la madre de Daniel eran videntes. Era natural que el pequeño manifestara dones sorprendentes: a la edad de cuatro años describió a su madre la muerte de una prima. Al confirmarse la noticia, dos días después, la señora Home se asustó. Vio con temor que su hijo superaba al resto de la familia. Por aquellos días, y en vista de que las cosas no iban demasiado bien en la casa, aprovechó el ofrecimiento de una tía que iba a Estados Unidos para confiarle al niño.
A la edad de trece años hizo amistad con un muchacho de nombre Edwin con quien solía leer la Biblia. Convinieron que el primero en morir avisaría al otro. Una noche del mes de junio de 1846, Daniel despertó al sentir la presencia de alguien, al pie de su cama. Era Edwin, rodeado por una aureola luminosa. Sonrió a Daniel y desapareció. La mañana siguiente, Daniel dijo a sus tíos que Edwin acababa de morir. Al confirmarse la noticia, los tíos se trastornaron. A esto siguieron golpes en las paredes y muebles, sillas deslizándose por sí solas por el piso, objetos volando. Era demasiado. Los tíos creyeron que el demonio se había posesionado del sobrino y, sin esperar más, lo echaron de su casa.
Daniel inició entonces una vida errante, por todo el país. En su presencia se movían los muebles más pesados, y el muchacho se elevaba también en el aire. Entonces se encontró con Mrs. Hayden, una médium muy conocida.
Cuando conoció a esta mujer acababa de cumplir 18 años. Ella intuyó en el joven facultades extraordinarias y lo invitó a mostrarles antes los médicos y profesores de la universidad de Harvard. El siguiente año se presentó en el Primer Congreso de Espiritistas, celebrado en Cleveland, y tuvo ocasión de realizar por primera vez en público un acto de levitación. Ya no temía, como al principio, el riesgo de la caída. Sabía subir y bajar ya a su antojo. Además hacía sonar las campanas a distancia, tocar un acordeón y practicar la elongación.

### Fama

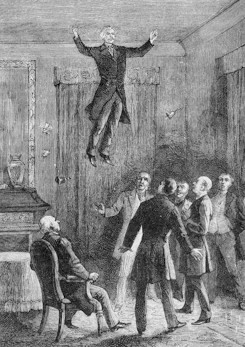
Ilustración de la levitación de Daniel Dunglas Home.

Regresó en 1855 a Inglaterra, enfermo de tuberculosis. Creía que el clima de este país sería más sano para él. La acogida que le dispensaron en Londres fue entusiasta, tanto que Home olvidó su enfermedad y siguió prodigándose. William Cox, dueño del hotel donde se hospedaba, se interesaba en el espiritismo y el ocultismo. Para sorprender a este Cox, Home hizo aparecer un botellón de vino de la nada. Impresionado por lo que vio, Cox organizó una velada a la que invitó a Lord Brouham y a sir David Brewster, físico bien conocido. Brewster informaría más tarde a un periodista que vio moverse una mesa, sin que nadie la tocara, y elevarse en el aire.
Cierto Williams White fue a visitar a Home más tarde. Quería invitarlo a acudir a una mesa de Islington, donde lo esperaba una docena de personajes interesados en la metapsíquica. A Home le molestó ver tanta gente. Solían molestarle las muchedumbres. Corrieron las cortinas y encendieron unas velas. Home pidió a los presentes unir las manos. En cosa de cinco minutos oyeron golpes en la mesa, en el piso y en los muros. Home pidió un acordeón y en cuanto lo depositaron sobre la mesa se puso a tocar por sí solo.
Una de las personas tenía la frente cubierta de sudor. White le preguntó si se sentía mal. El hombre contestó que acababa de sentir que alguien le tomaba la mano, igual que hizo su padre al morir. En aquel momento surgió una mano del pecho de aquel hombre y segundos después otro testigo lanzó un grito de terror y se levantó tirando la silla. La misma mano se deslizaba sobre sus cabellos.
En 1857, Home viajó por primera vez a París, invitado por Napoleón III, tan interesado como su esposa Eugenia de Montijo en los misterios del más allá. Home encontró un gentío a su arribo a la corte. Declaró que sus actos no eran espectáculo teatral. Napoleón III comprendió. Mandó a salir la concurrencia y se quedó solo, con su mujer y algunos íntimos. Pudieron ver entonces cómo Home levantaba sin esfuerzo una mesa. Materializó a continuación una mano que apoderó de un lápiz y escribió en un papel la palabra Napoleón. El emperador examinó la palabra y vio que era la firma auténtica de Napoleón Bonaparte. Estaba entusiasmado con las maravillas realizadas por su invitado. Sin embargo, no todos en la corte estimaban al escocés. Y aprovecharon un descuido de este para lograr su destierro y probar que era un farsante.
Sucedió en la ciudad veraniega de Biarrits –bastante más agradable que Dieppe, donde habían coincidido Home y la pareja imperial-, cuando el barón Morio de L´Isle tenía a su cargo el manejo de las luces. La emperatriz, en el curso de la sesión en que se invitó a comparecer a Luis XVI y a Carlomagno, sintió una mano suave y perfumada acariciar su rostro. Lanzó un grito. El barón se apresuró a encender la luz. Vino a descubrirse que la mano fantasmal era en realidad el pie descalzo de Home paseando sobre el cuerpo de Eugenia.
A pesar de defender la emperatriz al Médium, éste tuvo que abandonar Francia. Viajó a Italia, país que tuvo que dejar también atrás, después de ser acusado en Florencia de ser un nigromante que utilizaba los sacramentos de la Iglesia para obligar a los muertos a abandonar sus tumbas.
Home no pedía nunca dinero por presentarse ante la gente interesada, pero le parecía muy razonable aceptar obsequios, como relojes de oro, tabaqueras valiosas y joyas cuya venta le permitía sostener una vida lujosa. Pero, al aparecer, quiso sacar partido de una viuda y le resultó muy caro.
En 1866, de regreso a Londres, fue objeto de un proceso que perjudicó grandemente a su reputación. Cierta Mrs. Lyon, de 75 años en ese entonces, había entrado en comunicación con el alma de su difunto esposo, gracias a Home. El difunto aconsejó a su viuda adoptar el médium y legarle su fortuna. No solo obedeció la dama la orden venida del más allá, sino que hizo entrega además de 30.000 libras esterlinas al médium. Pero se arrepintió de su generosidad -o alguien que deseaba también esa suma se lo aconsejó- y se dirigió a la policía para relatar lo sucedido. El juez condenó a Home a devolver la suma y lo metió entre rejas.
En diciembre de 1868, Daniel Dunglas Home iban a realizar, olvidada la peripecia de la viuda, el más extraordinario de sus actos, ante varios distinguidos testigos. Gracias a ello recobraría el prestigio perdido. En primer lugar agarró sus carbones encendidos de la chimenea y se los echó a la boca. Los masticó como si fueran bombones. Otra experiencia increíble sería la de levitación que se convertiría en clásica de este fenómeno.
Sucedió el 13 de diciembre en la presidencia Ashley, en Victoria Street, y fue presenciada, entre otros, por sir William Crookes (1832-1919), insigne físico inglés descubridor de los rayos catódicos y primero en aislar el tantalio. En 1874 escribió un artículo para el Quaterly Journal of Science en el que decía haber visto a D. D. Home alzarse en tres ocasiones del suelo.
Lástima que este sabio, que había estudiado con admirable seriedad los fenómenos metapsíquicos, cayera más tarde en extremos ridículos, que invalidarían sus declaraciones. Resulta que se enamoró, a sus cuarenta y tantos años, de un fantasma que se hacía llamar Katie King, joven encantadora que murió a la edad de 23 años en tiempos del rey Carlos II. El espíritu de la difunta había aparecido antes a Crookes por conducto de Florence Cook, médium de gran belleza pero tan deshonesta como amiga de gastar bromas a los ingenuos.
Otra velada importante fue la celebrada la noche del 16 del mismo mes en la residencia de Lord Adare, en el número 5 de Buckingham Place. Acompañaban al aristócrata su amigo Lord Lindsay y su primo el capitán Charles Wynne. En aquella ocasión, Home cayó en trance y por sus labios se expresó el espíritu de Adah Mencken, actriz recién fallecida que habían conocido bien Home y Lord Adare. Una silla se movió sola. Wynne y Lord Lindsay tuvieron la sensación de que un ser invisible había penetrado en la sala y tomando asiento en la silla. El médium comenzó entonces a hablar, con voz sepulcral. Pidió a los testigos no abandonar sus asientos y que nada temiesen, viesen lo que viesen. A continuación, Home se elevó lentamente en el aire, se dirigió a una ventana abierta y salió por ella, los pies por delante, a pesar de que el aposento se encontraba en el tercer piso.
Segundos después se detuvo frente a una ventana del segundo piso, mientras los testigos se asomaban a la calle y contemplaban el increíble espectáculo. Home estaba golpeando con los pies los cristales de la ventana. Se abrió esta y penetró en la habitación. Se puso pie y tomó asiento en un sillón. Después de una breve pausa regresó al tercer piso, volando también. Tenía un aspecto de cansancio profundo y se expresaba en una legua que ninguno de los tres hombres conocía.

## Aceptación de sus poderes
Sir William Crookes declaró que Home poseía una singular fuerza psíquica. Charles Darwin, que estaba de moda desde que lanzó su teoría revolucionaria de la evolución, se mostró en cambio muy prudente. No se mostró partidario ni enemigo del médiums. El antropólogo Francis Galton afirmó que Home no era ningún charlatán, y de igual manera se expresarían el matemático August Morgan y el escritor ruso León Tolstoi.
Michael Faraday, descubridor de la inducción electromagnética, quien vio en alguna ocasión a Home realizar una experiencia, declaró en cambio que era sólo un hábil ilusionista. Y esta opinión fue compartida por el poeta Robert Browning. ¿Y qué opinaba Daniel Dunglas Home al respecto? Cuando le preguntaban por qué era un caso excepcional, contestaba algo que posee una enorme lógica: a los que, en el pasado, habían sido como él, los habían quemado en la hoguera, por brujos.

## Muerte
Daniel Dunglas Home había sufrido de tuberculosis desde su infancia. Es decir, que su sistema nervioso era sumamente delicado. Y el hecho de prodigar en exceso sus agotadoras experiencias a lo largo de tantos años, sumado a su salud precaria, lo condujeron a la tumba siendo todavía joven, a la edad de 53 años.
Hasta el día de su muerte, el 21 de julio de 1886, no pudo demostrársele ningún fraude.
- Datos: Q725741
- Multimedia: Daniel Dunglas Home / Q725741